# Marie-Ann Johansson
Marie-Ann Eriksson, tidigare Marie-Ann Johansson, född 6 juni 1946 i Borås, död 18 januari 2013 i Göteborg, var en svensk politiker (vänsterpartist).
Marie-Ann Eriksson var riksdagsledamot 1979–1985, invald i Göteborgs kommuns valkrets. Som riksdagsledamot var hon ledamot i Riksdagens lönedelegation 1983–1985, suppleant i Socialutskottet 1982–1984, suppleant i Konstitutionsutskottet 1983–1985 och suppleant i Utbildningsutskottet 1984–1985.
Marie-Ann Eriksson var ledamot av regionfullmäktige i Västra Götalandsregionen 2010–2012 och var ersättare i fullmäktige under mandatperioden 2006–2010. Hon var ledamot av regionutvecklingsnämnden från 2010 fram tills hon avled och var tidigare bland annat vice ordförande för Göteborgs Folkhögskola 2007–2010.
Marie-Ann Eriksson hade många kommunala politiska uppdrag i Göteborg, bland annat i styrelsen för Göteborgs Stads Upphandlings AB, Göteborgs Hamn AB, Port Holding AB, Kulturfastigheter i Göteborg AB, Hantverks- och Industrihus i Göteborg AB (Higab), Fastighetsnämnden och Kulturfastigheter i Göteborg AB (Kigab).
Marie-Ann Eriksson var ledamot i Vänsterpartiets partistyrelse åren 1978–1990 och revisor för partiet åren 2006–2012.
Utanför den politiska karriären arbetade hon som systemutvecklare på Volvo.